# Mangfoldighedsfest Odense
Mangfoldighedsfest Odense er en paradefestival med det formål at støtte minoritetsgrupper såsom socialt udsatte, handicappede, seksuelle minoriteter og folk med anden etnisk baggrund. Den blev etableret i 2017 efter LGBT-foreningen Lambda havde afvist at arrangere en mere typisk pridefestival, da det ikke ville skille sig nok ud fra de andre parader i Danmark.
Mangfoldighedsfesten arrangeres i samarbejde med Lambda, Dansk Kvindesamfund Odense, PLS, Frivilligcenter Odense, AIDS-fondet og Amnesty International Odense.

## Udgaver
I 2018 startede paraden ved Odeon og endte ved Flakhaven. I den forbindelse deltog borgmester Peter Rahbæk Juel og overrakte Mangfoldighedsprisen 2018.
I 2019 var Mangfoldighedsfesten blevet til hele 13 dage 5.-17. maj, mens selve paraden fandt sted lørdag d. 11. maj. Paraden startede ved Odeon og sluttede ved Munke Mose, hvor bl.a Strawberry Blonde spillede. Andre arrangementer blev afholdt hos bl.a. Ungdomshuset, Studenterhus Odense, Lambda og Teater Momentum.